# Benderganekal, Devadurga
Benderganekal là một làng thuộc tehsil Devadurga, huyện Raichur, bang Karnataka, Ấn Độ.